# Domenico Fortunato
Domenico Fortunato (Taranto, 26 ottobre 1962) è un attore e regista italiano.

## Biografia
Vive a Matera fino all'età di 19 anni. Compie i primi studi di recitazione a Roma dal 1982 presso la scuola d'arte drammatica "Il conservatorio teatrale" diretta da Giovanbattista Diotayuti, dove segue le lezioni del maestro Antonio Pierfederici diplomandosi in recitazione e storia del teatro nel 1985. Nel 1989 e negli anni successivi segue diversi laboratori e corsi di recitazione.
Come attore raggiunge la popolarità con l'interpretazione del capitano dei carabinieri Mario Zannoni nelle serie Gente di mare e Gente di mare 2, grazie alla quale riceve anche alcuni premi.
Nel 2006 Domenico Fortunato è il testimonial di Goletta Verde, una campagna ecologista di Legambiente.
Dal 2010 gira Rex interpretando l'ispettore Alberto Monterosso.
Nel 2018 esordisce come regista in Wine to Love - I colori dell'amore, di cui è anche interprete.
Nel 2021 scrive e dirige il suo secondo lungometraggio Bentornato papà.
Nel 2022 è fra i protagonisti di Palazzina Laf diretto da Michele Riondino
Nel 2022 interpreta il ruolo di Adolfo Orsi il proprietario della Maserati nel film Ferrari (film) diretto da Michael Mann
Nel 2023 interpreta il ruolo di zio Aldo in Malamore di Francesca Schirru.
Nel 2024 dirige ed interpreta il suo nuovo lungometraggio Carmen è partita, prodotto da Cesare Fragnelli per Altre Storie con Rai Cinema

## Filmografia

### Attore

#### Cinema
- Cheeeese, regia di Bernard Weber (1988)
- Il male oscuro, regia di Mario Monicelli (1990)
- Dimenticare Palermo, regia di Francesco Rosi (1990)
- 18000 giorni fa, regia di Gabriella Gabrielli (1994)
- Sì, ma vogliamo un maschio, regia di Giuliano Biagetti (1994)
- Assassini dei giorni di festa, regia di Damiano Damiani (2002)
- Animanera, regia di Raffaele Verzillo (2007)
- Un giorno della vita, regia di Giuseppe Papasso (2010)
- 100 metri dal paradiso, regia di Raffaele Verzillo (2012)
- Pane e burlesque, regia di Manuela Tempesta (2014)
- Spectre, regia di Sam Mendes (2015)
- Wine to Love - I colori dell'amore (2018)
- All You Ever Wished For, regia di Barry Morrow (2020)
- La rivincita, regia di Leo Muscato (2020)
- Un cielo stellato sopra il ghetto di Roma, regia di Giulio Base (2020)
- Di notte sul mare, regia di Francesca Schirru (2020) – cortometraggio
- Bentornato papà (2021)
- Monaco - Sull'orlo della guerra (Munich - The Edge of War), regia di Christian Schwochow (2021)
- Palazzina Laf, regia di Michele Riondino (2022)
- Ferrari, regia di Michael Mann (2022)
- Malamore, regia di Francesca Schirru (2025)
- Carmen è partita, regia di Domenico Fortunato

#### Televisione
- Il giudice istruttore, regia di Gianluigi Calderone e Florestano Vancini (1987)
- Diciottanni - Versilia 1966 – serie TV (1988)
- Classe di ferro – serie TV (1989)
- La piovra 5 - Il cuore del problema, regia di Luigi Perelli – miniserie TV (1990)
- Vento di mare, regia di Gianfranco Mingozzi – miniserie TV (1991)
- Se non avessi l'amore, regia di Leandro Castellani – film TV 1991)
- Una questione privata, regia di Alberto Negrin – film TV (1991)
- Nonno Felice, regia di Giancarlo Nicotra – sitcom (1995)
- In nome della famiglia, regia di Vincenzo Verdecchi – soap opera (1997)
- In fondo al cuore, regia di Luigi Perelli (1997)
- Il primo estratto, regia di Gianpaolo Tescari (1997)
- I misteri di Cascina Vianello, regia di Gianfrancesco Lazotti – miniserie TV, episodio Pericolo sul filo di lana (1997)
- Ultimo, regia di Stefano Reali – miniserie TV (1998)
- La forza dell'amore, regia di Vincenzo Verdecchi – miniserie TV (1998)
- Il commissario Raimondi, regia di Paolo Costella – miniserie TV (1999)
- Operazione Odissea, regia di Claudio Fragasso – miniserie TV (1999)
- Ricominciare, regia di Marcantonio Graffeo, Vincenzo Verdecchi e Tonino Zangardi – soap opera (2000-2001)
- Le ali della vita 2, regia di Stefano Reali – miniserie TV (2001)
- La stagione dei delitti, – serie TV, episodio Una voce nel buio (2004)
- Gente di mare – serie TV (2005)
- Questa è la mia terra – serie TV (2006)
- Don Matteo – serie TV, episodio 5x22 (2006)
- A voce alta, regia di Vincenzo Verdecchi – miniserie TV (2006)
- Gente di mare 2 – serie TV (2007)
- Provaci ancora prof! – serie TV (2008)
- Il bene e il male – serie TV (2009)
- Rex – serie TV (2011-2015)
- Francesco (miniserie televisiva 2014), regia di Liliana Cavani
- Fango e gloria - La Grande Guerra, regia di Leonardo Tiberi – film TV (2015)
- Liberi sognatori - Delitto di mafia, regia di Michele Alhaique – film TV (2018)

### Regia
- Wine to Love - I colori dell'amore (2018)
- Bentornato papà (2021)
- Carmen è partita (2024)